# Bergsryggssalangan
Bergsryggssalangan (Collocalia isonota) är en fågel i familjen seglare. Den förekommer i bergsområden i Filippinerna. Tidigare behandlades den som en del av glanssalanganen, men urskiljs numera oftast som egen art. 

## Utseende och läte
Bergsryggssalanganen är en liten seglare. Undersidan är ljusgrå med mörkare strupe och viss fläckning på buken. Ovansidan är svart med blåaktig glans. Den tvärt avskurna stjärten är mörk under stjärtbasen. Den liknar dvärgsalangan (Collocalia troglodytes) och grågumpad salangan (Collocalia marginata), men har till skillnad från dessa mörk övergump. Bland lätena hörs korta klickande ljud i flykten.

## Utbredning och systematik
Fågeln förekommer i Filippinerna. Den delas in i två underarter med följande utbredning:
- Collocalia isonota isonota – norra Filippinerna (norra Luzon)
- Collocalia isonota bagobo – södra Filippinerna (bergsområden på Mindoro, Mindanao samt i Suluarkipelagen)

Tidigare behandlades den som underart till glanssalangan (C. esculenta) och vissa gör det fortfarande. Studier visar dock att den är väl skild genetiskt.

## Levnadssätt
Bergsryggssalanganen är en vanlig syn över en rad olika miljöer, till och med bebyggelse. Eftersom den inte använder sig av ekolokalisering häckar den på mer upplysta platser än många andra salanganer, alltså inte i mörka grottor.

## Status och hot
Internationella naturvårdsunionen IUCN erkänner den ännu inte som art, varför den inte placeras i en hotkategori.